# Wilhelm Aron
Wilhelm „Willy“ Aron (* 3. Juni 1907 in Bamberg; † 19. Mai 1933 in Dachau) war ein deutscher Gerichtsreferendar. Als Mitglied der Sozialistischen Arbeiter-Jugend (SAJ) und des Reichsbanners Schwarz-Rot-Gold war er in der Weimarer Republik eine der prägenden Figuren der Arbeiterbewegung in Bamberg.

## Leben
Aron wurde als Sohn des jüdischen Justizrates Albert Aron und dessen Frau Bertha geboren. Im Alter von 14 Jahren schloss er sich in seiner Heimatstadt der SAJ an. Dort begann er, sich mit dem Kampf der Arbeiter um bessere Lebensbedingungen zu solidarisieren, und übernahm aktiv innerhalb der Gruppe Funktionärsaufgaben.
1925 nahm er an der Julius-Maximilians-Universität Würzburg ein Studium der Rechtswissenschaft auf. In Würzburg wurde er Mitglied der schlagenden Studentenverbindung Wirceburgia im Burschenbunds-Convent. Weil er in der Wirceburgia mit sozialistischen Ansichten auffiel, gaben ihm seine Bundesbrüder den Spitznamen „Ilja Andrewitsch“. Später wechselte er an die Friedrich-Alexander-Universität Erlangen und 1927 an die Ludwig-Maximilians-Universität München. Er hielt während des Studiums Kontakt zur SAJ und versuchte in den Semesterferien in Vorträgen das erworbene Wissen an die Arbeiterjugend weiterzugeben. Nach der Juristischen Staatsprüfung trat Aron in Bamberg die Stelle eines Gerichtsreferendars an. In dieser Position übernahm er Anfang der 1930er Jahre in den sich verschärfenden Auseinandersetzungen zwischen der sozialistischen Arbeiterbewegung und dem aufkommenden Nationalsozialismus die Verteidigung zahlreicher Sozialisten. Als in Bamberg eine Kampforganisation des Reichsbanners Schwarz-Rot-Gold gegründet wurde, schloss er sich der Gruppe an und wurde einer ihrer aktivsten Mitglieder. Schnell stieg er in die Leitungsebene des Bamberger Reichsbanners auf.
Bei den Nationalsozialisten seiner Heimatstadt war Aron als „Roter Hund“ verfemt. Mehrmals kam es zu tätlichen Übergriffen. Sechs Wochen nach der Machtergreifung Hitlers wurde er am 10. März 1933 in „Schutzhaft“ genommen und am 15. Mai 1933 in das neu eröffnete KZ Dachau deportiert. Nach seiner Einlieferung wurde er von den Aufsehern brutal misshandelt, so dass das Fleisch seines Gesäßes bis auf die Knochen durchgeschlagen wurde. Bewusstlos wurde er in das Krankenrevier des Lagers gebracht. Dort fiel Aron in einen Fieberwahn. Trotz seines Zustandes wurde er in den folgenden Tagen regelmäßig am Morgen von mehreren Aufsehern abgeholt, in einen unmittelbar an das Krankenrevier anschließenden Raum geschleift und dort mit Ochsenziemern auf die bereits eiternden Misshandlungswunden erneut brutal geschlagen. Am 19. Mai starb Aron an den Folgen der Misshandlungen. Um die Folterspuren zu beseitigen, wurde Arons Leichnam mit Benzin übergossen und angezündet. Am 22. Mai 1933 wurde er nach Bamberg überführt und dort noch am selben Abend beigesetzt. Den Eltern wurde die Öffnung des Sarges untersagt. Die örtlichen Tageszeitungen gaben als Todesursache einen Herzschlag an.
Nach dem Ende des Nationalsozialismus wurde 1948 ein Prozess gegen Arons Mörder angestrengt. Einer der Täter, Hans Steinbrenner, wurde nach der Anklageerhebung 1952 zu lebenslanger Haft verurteilt und beging 1964 nach seiner Haftentlassung Suizid.

## Postume Ehrungen

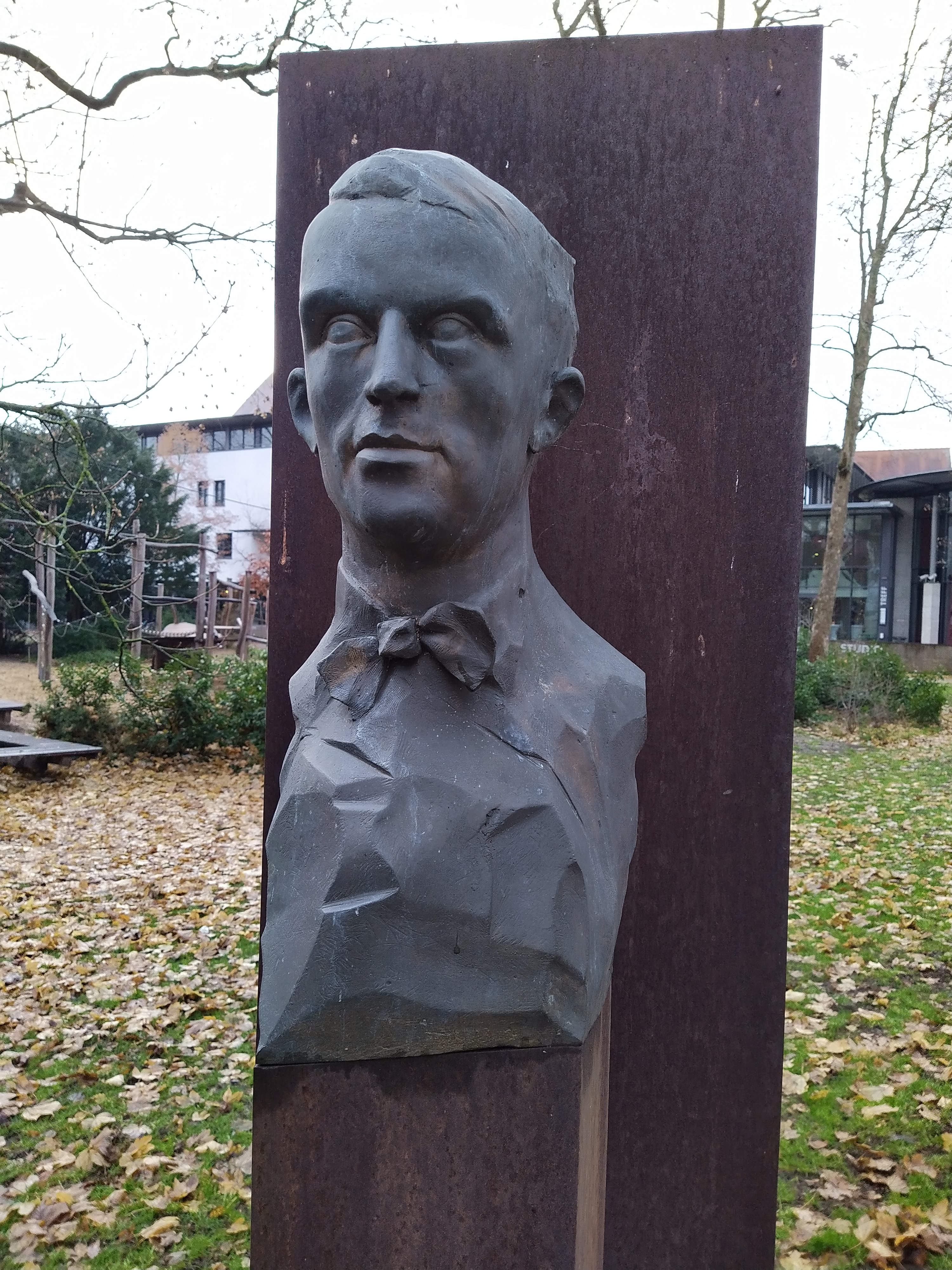
Büste am Mahnmal für Widerstand und Zivilcourage im Harmoniegarten in Bamberg

- Eine Straße im Stadtteil Bamberg-Ost trägt im Gedenken an Willy Aron den Namen Aronstraße.[4]
- In Haßfurt wurde die Willy-Aron-Straße nach im benannt.[5]
- 2002 wurde eine Gedenktafel im Bamberger Justizgebäude, in dem er bis zu seiner Verhaftung ausgebildet wurde, angebracht.[6]
- 2003 hat sich in Bamberg die Willy-Aron-Gesellschaft Bamberg e. V. gegründet. Der Vereinszweck[7] ist unter anderem die Förderung der Forschung zu Willy Aron und zu anderen Bamberger Widerstandskämpfern und die Durchführung einer jährlichen Gedenkfeier mit einer aktuellen Rede zum Thema Zivilcourage. Auch wird ein Zivilcourage-Preis an eine Person, einen Verein, eine Institution oder eine Kommune, die sich im Sinne Willy Arons insbesondere für Zivilcourage eingesetzt hat, verliehen.[7]
- 2004 wurde vor seinem einstigen Wohnhaus in der Luitpoldstraße 32 ein Stolperstein installiert.[8] Auch für seine 1942 ins KZ Theresienstadt deportierten Eltern wurden zwei Stolpersteine verlegt.[9]

- 2023 wurde anlässlich Arons 90. Todestages ein Saal im Gebäude des Oberlandesgerichts Bamberg nach ihm benannt.[10]